# Toutinegra-do-mato

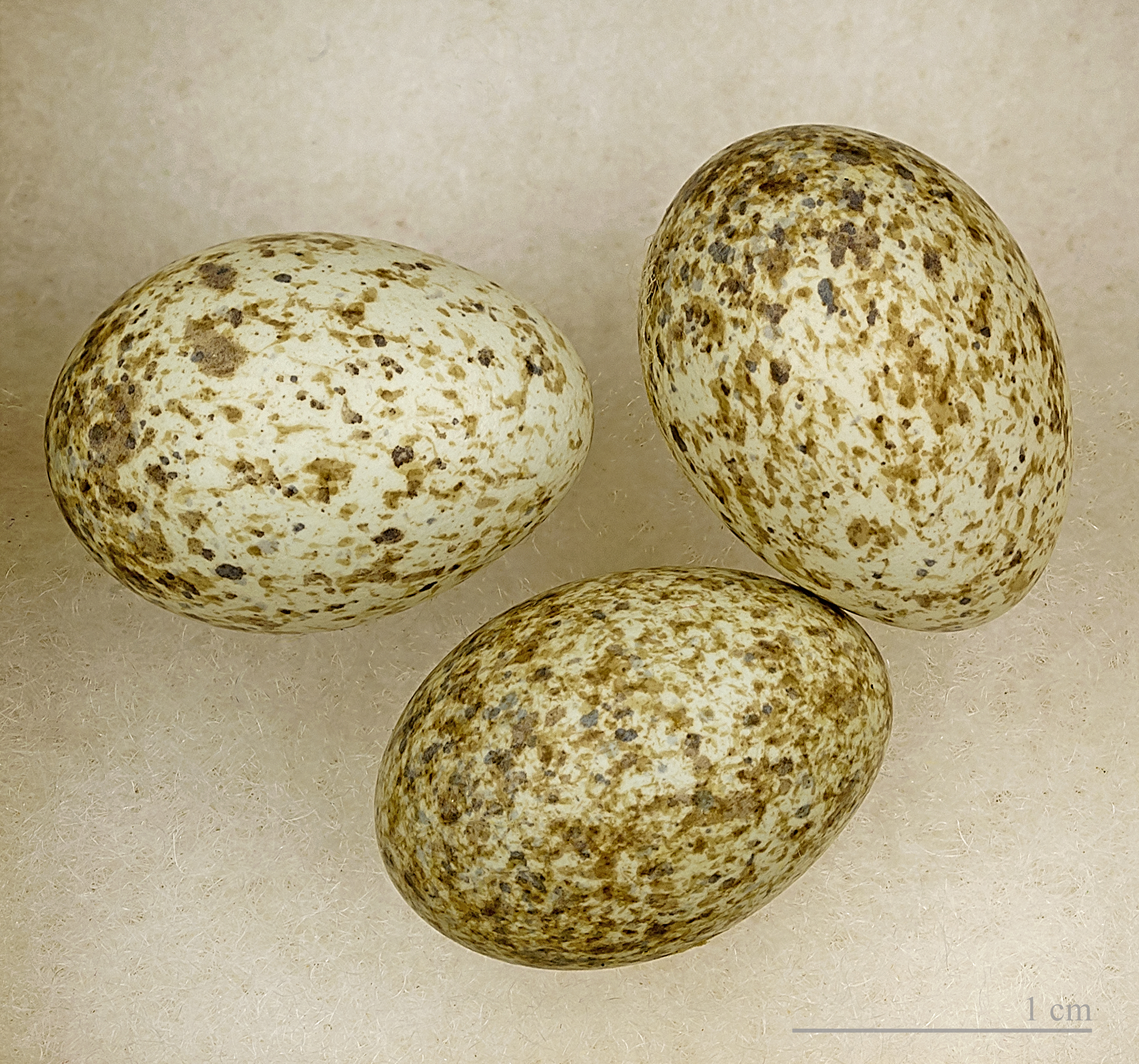
Sylvia undata

A toutinegra-do-mato (Curruca undata) é uma ave da família Sylviidae. Caracteriza-se pela plumagem cinzenta (nas partes superiores) e cor-de-vinho (nas partes inferiores). A cauda é especialmente longa.
Frequenta principalmente matagais. É uma espécie residente que se distribui por todo o território nacional.